# Gmina Aalestrup
Gmina Aalestrup (duń. Aalestrup Kommune) – istniejąca w latach 1970–2006 gmina w Danii w okręgu Vibirg Amt. Siedzibą władz gminy było miasto Aalestrup. Gmina Aalestrup została utworzona 1 kwietnia 1970 na mocy reformy podziału administracyjnego Danii. Po kolejnej reformie administracyjnej w roku 2007 weszła w skład nowych gmin: Vesthimmerland, Viborg i Mariagerfjord.

## Dane liczbowe
- Liczba ludności: (♀ 3877 + ♂ 3754) = 7631
  - wiek 0–6: 8,6%
  - wiek 7–16: 14,7%
  - wiek 17–66: 61,3%
  - wiek 67+: 15,4%
- zagęszczenie ludności: 43,6 osób/km²
- bezrobocie: 4,2% osób w wieku 17–66 lat
- cudzoziemcy z UE, Skandynawii i USA: 131 na 10 000 osób
- cudzoziemcy z krajów Trzeciego Świata: 98 na 10 000 osób
- liczba szkół podstawowych: 4 (liczba klas: 46)